# Куп Југославије у фудбалу 1977/78.
Куп Југославије у фудбалу у сезони 1977/78. је тридесето такмичење за Пехар Маршала Тита.
У завршницу такмичења су се квалификовала 32  клуба из СФРЈ.
Победник Купа је постала Ријека, по први пут у историји.

## Шеснаестина финала
| Утак. | Клуб                    | Резултат    | Клуб                |
| ----- | ----------------------- | ----------- | ------------------- |
| 1     | Бачка 1901              | 0–1         | НК Загреб           |
| 2     | Борац Бања Лука         | 6–2         | Жељезничар Сарајево |
| 3     | Борац Чачак             | 2–1         | Вардар              |
| 4     | Црвена звезда           | 6–3         | Солин               |
| 5     | Динамо Винковци         | 2–1         | Текстилац Оџаци     |
| 6     | Динамо Загреб           | 3–1         | Раднички Ниш        |
| 7     | Бор                     | 3–1         | Славен Копривница   |
| 8     | Сарајево                | 3–1         | Будућност Подгорица |
| 9     | Јединство Бихаћ         | 2–1         | ОФК Београд         |
| 10    | Леотар                  | 0–2         | Хајдук Сплит        |
| 11    | Ријека                  | 1–0         | Партизан            |
| 12    | Олимпија Љубљана        | 4–0         | Maribor             |
| 13    | Сутјеска Никшић         | 0–0 (4–5 п) | Слобода Тузла       |
| 14    | Трепча Титова Митровица | 1–0         | Напредак Крушевац   |
| 15    | Вележ Мостар            | 3–1         | Челик Зеница        |
| 16    | Војводина               | 1–0         | Раднички Крагујевац |

## Осмина финала
| Утак. | Клуб             | Резултат    | Клуб                    |
| ----- | ---------------- | ----------- | ----------------------- |
| 1     | Динамо Винковци  | 0–1         | Ријека                  |
| 2     | Динамо Загреб    | 2–0         | Јединство Бихаћ         |
| 3     | Хајдук Сплит     | 3–0         | Црвена звезда           |
| 4     | НК Загреб        | 3–0         | Сарајево                |
| 5     | Олимпија Љубљана | 0–0 (3–5 п) | Трепча Титова Митровица |
| 6     | Слобода Тузла    | 1–1 (4–6 п) | Борац Чачак             |
| 7     | Вележ Мостар     | 2–0         | Бор                     |
| 8     | Војводина        | 2–0         | Борац Бања Лука         |

## Четвртфинале
| Утак. | Клуб          | Резултат | Клуб                    |
| ----- | ------------- | -------- | ----------------------- |
| 1     | Борац Чачак   | 0–1      | Трепча Титова Митровица |
| 2     | Динамо Загреб | 3–2      | Војводина               |
| 3     | Хајдук Сплит  | 0–1      | Ријека                  |
| 4     | НК Загреб     | 0–1      | Вележ Мостар            |

## Полуфинале
| Утак. | Клуб                    | Резултат    | Клуб          |
| ----- | ----------------------- | ----------- | ------------- |
| 1     | Ријека                  | 3–1         | Вележ Мостар  |
| 2     | Трепча Титова Митровица | 0–0 (5–4 п) | Динамо Загреб |

## Финале
| Клуб                                 | Резултат | Клуб |
| ------------------------------------ | --- | --- |
| Ријека                               | 1 - 0 | Трепча Титова Митровица |
| Датум                                | 24. мај, 1978. | 24. мај, 1978. |
| Стадион                              | Стадион Црвене звезде, Београд | Стадион Црвене звезде, Београд |
| Гледалаца                            | 45.000 | 45.000 |
| Судија                               | Радмило Ристић, Београд | Радмило Ристић, Београд |
| Ријека (тренер: Драгутин Спасојевић) | Радојко Аврамовић, Серђо Махин, Милош Хрстић, Никица Цукров, Звјездан Радин, Срећко Јуричић, Салих Дуркалић, Милан Радовић (' Зоран Шестан), Миодраг Кустудић, Милан Ружић, Дамир Десница                      | Радојко Аврамовић, Серђо Махин, Милош Хрстић, Никица Цукров, Звјездан Радин, Срећко Јуричић, Салих Дуркалић, Милан Радовић (' Зоран Шестан), Миодраг Кустудић, Милан Ружић, Дамир Десница                      |
| Трепча (тренер: Д. Мађуни)           | Драган Мутибарић, Драгољуб Љиљак, Фикрет Грбовић, Рафет Прекази, Ердоган Целина, Фисник Адеми, Миодраг Радојевић (' Љубомир Радевић), Рамадан Цимили (' Вахедин Ајети), Мишко Столић, Раиф Хаџа, Илија Савовић | Драган Мутибарић, Драгољуб Љиљак, Фикрет Грбовић, Рафет Прекази, Ердоган Целина, Фисник Адеми, Миодраг Радојевић (' Љубомир Радевић), Рамадан Цимили (' Вахедин Ајети), Мишко Столић, Раиф Хаџа, Илија Савовић |
| Стрелци                              | 1-0 Радовић 91' | 1-0 Радовић 91' |